# Francesc Foguet i Boreu
Francesc Foguet i Boreu (Linyola, Pla d'Urgell, 1971) és professor de literatura catalana a la Universitat Autònoma de Barcelona.
Doctor en filologia catalana i diplomat en teoria i crítica del teatre, és especialista en teatre català modern i contemporani. Ha publicat diversos llibres sobre la guerra i la revolució de 1936-39: El teatre català en temps de guerra i revolució (1936-1939) (1999), Las Juventudes Libertarias y el teatro revolucionario. Cataluña 1936-1939 (2002), Teatre, guerra i revolució. Barcelona, 1936-1939 (2005, premi Crítica Serra d’Or de recerca en humanitats 2006) i Teatre de guerra i revolució (1936-1939). Antologia de peces curtes (2005). És autor també de les biografies Margarida Xirgu. Una vocació indomable (2002), Maria Àngels Anglada. Passió per la memòria (2003, premi Crítica Serra d’Or de biografia 2004), i, amb Isabel Graña, d’El gran Borràs. Retrat d’un actor (2007).
Exerceix de crític literari a la revista El Temps.